# Бахирев, Вячеслав Васильевич
Вячеслав Васильевич Бахирев (17 сентября 1916 — 2 января 1991) — советский руководитель промышленности, министр машиностроения СССР.
Герой Социалистического Труда (1976), награждён четырьмя орденами Ленина, лауреат Ленинской (1964, за освоение производства оборудования для атомной энергетики (газовые центрифуги ВТ-3) и Государственной премии СССР (1978, за личный вклад в разработку первой в мире скоростной подводной ракеты «Шквал»).
Член ЦК КПСС в 1971–1989 годах. Депутат Совета Национальностей Верховного Совета СССР 6-11 созывов (1962–1989) от РСФСР.

## Биография
Родился в деревне Дудорово (ныне — не существует) Ковровского уезда Владимирской губернии (ныне Савинский район Ивановской области) в семье крестьянина. Русский. Окончил школу-семилетку. В 1930 года семья переехала в город Ковров.
- 1930—1932 — учащийся Ковровского ФЗУ.
- 1932—1933 — фрезеровщик на оборонном Инструментальном заводе № 2 имени К. О. Киркижа наркомата вооружения СССР.
- 1933—1934 — учащийся Московского железнодорожного техникума им. А. А. Андреева.
- 1934—1935 — учащийся рабфака в Коврове.
- В 1941 году окончил механико-математический факультет МГУ («присвоена квалификация научного работника в области механики, преподавателя вуза, втуза и звание учителя средней школы»), продолжил работать на Инструментальном заводе № 2 (с 1949 — завод имени В. А. Дегтярёва).
- 1941—1948 — инженер-конструктор, старший инженер-конструктор текущего производства авиационного вооружения.
- 9.5.1948—10.1950 — заместитель начальника Особого конструкторского бюро № 2 по опытным работам (начальником бюро был В. А. Дегтярёв)
- 10.1950—10.5.1952 — главный конструктор выделенного в самостоятельный завода № 575 (ныне Ковровский механический завод). Член ВКП(б) с 1951 года.
- 10.5.1952—1.9.1954 — начальник ОКБ-2
- 1.9.1954—18.10.1960 — главный инженер — заместитель директора завода.
- 18.10.1960—24.3.1965 — директор завода.
- 24.3.1965—5.2.1968 — первый заместитель министра оборонной промышленности СССР.
- 5.2.1968—5.6.1987 — министр машиностроения СССР.
- С 5 июня 1987 года — пенсионер союзного значения, оставался советником Министерства оборонной промышленности СССР.

Находясь на посту министра, одновременно с развитием оборонного сектора сумел обеспечить динамичное развитие сектора гражданской продукции. При этом по отдельным видам товаров народного потребления и продукции двойного назначения Министерство машиностроения было основным поставщиком в СССР, в том числе: промышленных взрывчатых веществ, средств инициирования, поролона, полиэфирных смол, велосипедов, бензопил, ткацких станков, стиральных машин, холодильников, часов, студийных видеомагнитофонов, лакокрасочной продукции и т. п.
Скоропостижно скончался 2 января 1991 года. Похоронен на Кунцевском кладбище Москвы.

## Семья
Супруга — Александра Семёновна (1920–2011). Дочери Татьяна (1940 г. р.) и Ольга.

## Память

Мемориальная доска В.В. Бахиреву

Могила Бахирева на Кунцевском кладбище Москвы.

- На улице Писарева в Новосибирске установлен бюст В. В. Бахирева[6];
- На здании в Москве, в котором В. В. Бахирев работал с 1968 по 1987 годы, установлена мемориальная доска;
- В Коврове установлены мемориальные доски на зданиях, где он работал – в ОАО «ЗиД» (открыта 6 января 2001) и КБ «Арматура» (открыта 5 ноября 1999).
- С 2007 года имя носит Государственный научно-исследовательский институт машиностроения (ОАО «ГосНИИмаш» — ведущее предприятие в России по разработке и производству боевых частей управляемого ракетного оружия)[7].
- С 2016 года его имя носит Научно-исследовательский машиностроительный институт (Москва).
- В 2016 году министерством промышленности и торговли Российской Федерации учреждена ведомственная награда – медаль В. В. Бахирева.

## Публикации
- Бахирев В. В., Кириллов И. И. Конструктор В. А. Дегтярев: За строками биографии. — М.: Воениздат, 1979. — 192 с. — (Люди науки). — 50 000 экз.
- Бахирев В. В., Кириллов И. И. В. А. Дегтярев: Книга для учащихся. — 3-е изд. — М.: Просвещение, 1987. — 144 с. — (Люди науки). — 83 500 экз.